# FIBA Eurobasket – nagrody i wyróżnienia
FIBA Eurobasket – nagrody i wyróżnienia – nagrody i wyróżnienia przyznawane przez Międzynarodową Federację Koszykówki – FIBA podczas mistrzostw Europy w koszykówce mężczyzn.

## MVP i liderzy strzelców Eurobasketu
| Brąz         | Członek Galerii Sław FIBA.                                                                   |
| Srebro       | Członek Koszykarskiej Galerii Sław.                                                          |
| Gold         | Członek Galerii Sław FIBA oraz Koszykarskiej Galerii Sław im. Naismitha.                     |
| Zawodnik (X) | Liczba określająca ilość uzyskanych tytułów MVP lub lidera strzelców przez danego zawodnika. |

| Turniej                 | MVP                                                                                 | Lider strzelców            | Średnia |
| ----------------------- | ----------------------------------------------------------------------------------- | -------------------------- | ------- |
| Mistrzostwa Europy 1935 | Rafael Martín                                                                       | Livio Franceschini         | 16,5    |
| Mistrzostwa Europy 1937 | Pranas Talzūnas                                                                     | Rūdolfs Jurciņš            | 12,5    |
| Mistrzostwa Europy 1939 | Mykolas Ruzgys (de facto: Pranas Lubinas)‡ – wzrost nagrodzonych został ograniczony | Heino Veskila              | 16,6    |
| Mistrzostwa Europy 1946 | Ferenc Németh                                                                       | Paweł Stok                 | 12,6    |
| Mistrzostwa Europy 1947 | Joann Lõssov                                                                        | Jacques Perrier            | 13,7    |
| Mistrzostwa Europy 1949 | Hüseyin Öztürk                                                                      | Hüseyin Öztürk             | 19,3    |
| Mistrzostwa Europy 1951 | Ivan Mrázek                                                                         | Ivan Mrázek                | 17,1    |
| Mistrzostwa Europy 1953 | Anatoly Konev                                                                       | Ahmed Idlibi               | 15,9    |
| Mistrzostwa Europy 1955 | János Greminger                                                                     | Miroslav Skerik            | 19,1    |
| Mistrzostwa Europy 1957 | Jiří Baumruk                                                                        | Eddy Terrace               | 23,3    |
| Mistrzostwa Europy 1959 | Wiktor Zubkow                                                                       | Radivoj Korać              | 28,1    |
| Mistrzostwa Europy 1961 | Radivoj Korać                                                                       | Radivoj Korać (2)          | 24      |
| Mistrzostwa Europy 1963 | Emiliano Rodríguez                                                                  | Radivoj Korać (3)          | 26,6    |
| Mistrzostwa Europy 1965 | Modestas Paulauskas                                                                 | Emiliano Rodríguez         | 21,6    |
| Mistrzostwa Europy 1967 | Jiří Zedníček                                                                       | Jeorjos Kolokitas          | 26,7    |
| Mistrzostwa Europy 1969 | Siergiej Biełow                                                                     | Jeorjos Kolokitas (2)      | 23,5    |
| Mistrzostwa Europy 1971 | Krešimir Ćosić                                                                      | Edward Jurkiewicz          | 22,6    |
| Mistrzostwa Europy 1973 | Wayne Brabender                                                                     | Atanas Gołomeew            | 22,3    |
| Mistrzostwa Europy 1975 | Krešimir Ćosić (2)                                                                  | Atanas Gołomeew (2)        | 22,9    |
| Mistrzostwa Europy 1977 | Dražen Dalipagić                                                                    | Kees Akerboom              | 27      |
| Mistrzostwa Europy 1979 | Miki Berkowicz                                                                      | Mieczysław Młynarski       | 26,6    |
| Mistrzostwa Europy 1981 | Valdis Valters                                                                      | Mieczysław Młynarski (2)   | 23,1    |
| Mistrzostwa Europy 1983 | Juan Antonio Corbalán                                                               | Nikos Galis                | 33      |
| Mistrzostwa Europy 1985 | Arvydas Sabonis                                                                     | Doron Jamchi               | 28,1    |
| Mistrzostwa Europy 1987 | Nikos Galis                                                                         | Nikos Galis (2)            | 37      |
| Mistrzostwa Europy 1989 | Dražen Petrović                                                                     | Nikos Galis (3)            | 35,6    |
| Mistrzostwa Europy 1991 | Toni Kukoč                                                                          | Nikos Galis (4)            | 32,4    |
| Mistrzostwa Europy 1993 | Chris Welp                                                                          | Sabahudin „Dino” Bilalović | 24,6    |
| Mistrzostwa Europy 1995 | Šarūnas Marčiulionis                                                                | Šarūnas Marčiulionis       | 22,5    |
| Mistrzostwa Europy 1997 | Saša Đorđević                                                                       | Oded Katasz                | 22      |
| Mistrzostwa Europy 1999 | Gregor Fučka                                                                        | Alberto Herreros           | 19,2    |
| Mistrzostwa Europy 2001 | Peja Stojaković                                                                     | Dirk Nowitzki              | 28,7    |
| Mistrzostwa Europy 2003 | Šarūnas Jasikevičius                                                                | Pau Gasol                  | 25,8    |
| Eurobasket 2005         | Dirk Nowitzki                                                                       | Dirk Nowitzki (2)          | 26,1    |
| Eurobasket 2007         | Andriej Kirilenko                                                                   | Dirk Nowitzki (3)          | 24      |
| Eurobasket 2009         | Pau Gasol                                                                           | Pau Gasol (2)              | 18,7    |
| Eurobasket 2011         | Juan Carlos Navarro                                                                 | Tony Parker                | 22,1    |
| Eurobasket 2013         | Tony Parker                                                                         | Tony Parker (2)            | 19      |
| Eurobasket 2015         | Pau Gasol (2)                                                                       | Pau Gasol (3)              | 25,6    |
| Eurobasket 2017         | Goran Dragić                                                                        | Aleksiej Szwied            | 24,3    |

### Najwięcej tytułów lidera strzelców
| 1                           |                          | Nikos Galis (4) |
| 2                           |                          | Pau Gasol (3)   |
| 2                           | Dirk Nowitzki (3)        |                 |
| 2                           | Radivoj Korać (3)        |                 |
| 3                           |                          | Tony Parker (2) |
| 3                           | Atanas Gołomeew (2)      |                 |
| 3                           | Jeorjos Kolokitas (2)    |                 |
| 3                           | Mieczysław Młynarski (2) |                 |
| Ostatnia aktualizacja: 2016 |                          |                 |

## FIBA EuroBasket All-Tournament Teams
| Brąz         | Członek Galerii Sław FIBA.                                                |
| Srebro       | Członek Koszykarskiej Galerii Sław.                                       |
| Gold         | Członek Galerii Sław FIBA oraz Koszykarskiej Galerii Sław im. Naismitha.  |
| Zawodnik (X) | Liczba określająca ilość wyborów danego zawodnika do All-Tournament Team. |

### Mistrzostwa Europy 1937
| I skład mistrzostw   | Reprezentacja |
| -------------------- | ------------- |
| Pranas Talzūnas      | Litwa         |
| ?                    | ?             |
| ?                    | ?             |
| ?                    | ?             |
| Feliksas Kriaučiūnas | Litwa         |

### Mistrzostwa Europy 1939
| I skład mistrzostw                                              | Reprezentacja |
| --------------------------------------------------------------- | ------------- |
| ?                                                               | ?             |
| Feliksas Kriaučiūnas (2)                                        | Litwa         |
| Mykolas Ruzgys                                                  | Litwa         |
| Vytautas Budriūnas                                              | Litwa         |
| ? (de facto: Pranas Lubinas)‡ – ograniczono wzrost nagrodzonych | ?             |

### Mistrzostwa Europy 1967
| I skład mistrzostw  | Reprezentacja  |
| ------------------- | -------------- |
| Siergiej Biełow     | ZSRR           |
| Modestas Paulauskas | ZSRR           |
| Jiří Zedníček       | Czechosłowacja |
| Jiří Zídek          | Czechosłowacja |
| Veikko Vainio       | Finlandia      |

### Mistrzostwa Europy 1969
| I skład mistrzostw  | Reprezentacja |
| ------------------- | ------------- |
| Siergiej Biełow (2) | ZSRR          |
| Ivo Daneu           | Jugosławia    |
| Edward Jurkiewicz   | Polska        |
| Clifford Luyk       | Hiszpania     |
| Krešimir Ćosić      | Jugosławia    |

### Mistrzostwa Europy 1971
| I skład mistrzostw      | Reprezentacja |
| ----------------------- | ------------- |
| Siergiej Biełow (3)     | ZSRR          |
| Modestas Paulauskas (2) | ZSRR          |
| Edward Jurkiewicz (2)   | Polska        |
| Krešimir Ćosić (2)      | Jugosławia    |
| Atanas Gołomeew         | Bułgaria      |

### Mistrzostwa Europy 1973
| I skład mistrzostw  | Reprezentacja |
| ------------------- | ------------- |
| Siergiej Biełow (4) | ZSRR          |
| Francisco Buscató   | Hiszpania     |
| Wayne Brabender     | Hiszpania     |
| Krešimir Ćosić (3)  | Jugosławia    |
| Atanas Gołomeew (2) | Bułgaria      |

### Mistrzostwa Europy 1975
| I skład mistrzostw  | Reprezentacja |
| ------------------- | ------------- |
| Siergiej Biełow (5) | ZSRR          |
| Dražen Dalipagić    | Jugosławia    |
| Wayne Brabender (2) | Hiszpania     |
| Krešimir Ćosić (4)  | Jugosławia    |
| Atanas Gołomeew (3) | Bułgaria      |

### Mistrzostwa Europy 1977
| I skład mistrzostw   | Reprezentacja |
| -------------------- | ------------- |
| Zoran Slavnić        | Jugosławia    |
| Miki Berkowicz       | Izrael        |
| Dražen Dalipagić (2) | Jugosławia    |
| Kees Akerboom        | Holandia      |
| Atanas Gołomeew (4)  | Bułgaria      |

### Mistrzostwa Europy 1979
| I skład mistrzostw  | Reprezentacja |
| ------------------- | ------------- |
| Siergiej Biełow (6) | ZSRR          |
| Dragan Kićanović    | Jugosławia    |
| Miki Berkowicz (2)  | Izrael        |
| Krešimir Ćosić (5)  | Jugosławia    |
| Władimir Tkaczenko  | ZSRR          |

### Mistrzostwa Europy 1981
| I skład mistrzostw     | Reprezentacja |
| ---------------------- | ------------- |
| Valdis Valters         | ZSRR          |
| Dragan Kićanović (2)   | Jugosławia    |
| Dražen Dalipagić (3)   | Jugosławia    |
| Anatolij Myszkin       | ZSRR          |
| Władimir Tkaczenko (2) | ZSRR          |

### Mistrzostwa Europy 1983
| I skład mistrzostw        | Reprezentacja  |
| ------------------------- | -------------- |
| Juan Antonio Corbalán     | Hiszpania      |
| Nikos Galis               | Grecja         |
| Juan Antonio San Epifanio | Hiszpania      |
| Stanislav Kropilák        | Czechosłowacja |
| Arvydas Sabonis           | ZSRR           |

### Mistrzostwa Europy 1985
| I skład mistrzostw  | Reprezentacja               |
| ------------------- | --------------------------- |
| Valdis Valters (2)  | ZSRR                        |
| Dražen Petrović     | Jugosławia                  |
| Detlef Schrempf     | Republika Feredalna Niemiec |
| Fernando Martín     | Hiszpania                   |
| Arvydas Sabonis (2) | ZSRR                        |

### Mistrzostwa Europy 1987
| I skład mistrzostw   | Reprezentacja |
| -------------------- | ------------- |
| Šarūnas Marčiulionis | ZSRR          |
| Nikos Galis (2)      | Grecja        |
| Ołeksandr Wołkow     | ZSRR          |
| Andrés Jiménez       | Hiszpania     |
| Panajotis Fasulas    | Grecja        |

### Mistrzostwa Europy 1989
| I skład mistrzostw  | Reprezentacja |
| ------------------- | ------------- |
| Dražen Petrović (2) | Jugosławia    |
| Nikos Galis (3)     | Grecja        |
| Žarko Paspalj       | Jugosławia    |
| Stéphane Ostrowski  | Francja       |
| Dino Radja          | Jugosławia    |

### Mistrzostwa Europy 1991
| I skład mistrzostw | Reprezentacja |
| ------------------ | ------------- |
| Ferdinando Gentile | Włochy        |
| Nikos Galis (4)    | Grecja        |
| Toni Kukoč         | Jugosławia    |
| Antonio Martín     | Hiszpania     |
| Vlade Divac        | Jugosławia    |

### Mistrzostwa Europy 1993
| I skład mistrzostw   | Reprezentacja |
| -------------------- | ------------- |
| Siergiej Bazariewicz | Rosja         |
| Jordi Villacampa     | Hiszpania     |
| Fanis Christodulu    | Grecja        |
| Chris Welp           | Niemcy        |
| Dino Radja (2)       | Chorwacja     |

### Mistrzostwa Europy 1995
| I skład mistrzostw       | Reprezentacja |
| ------------------------ | ------------- |
| Šarūnas Marčiulionis (2) | Litwa         |
| Toni Kukoč (2)           | Chorwacja     |
| Fanis Christodulu (2)    | Grecja        |
| Vlade Divac (2)          | Jugosławia    |
| Arvydas Sabonis (3)      | Litwa         |

### Mistrzostwa Europy 1997
| I skład mistrzostw | Reprezentacja |
| ------------------ | ------------- |
| Saša Đorđević      | Jugosławia    |
| Dominik Tomczyk    | Polska        |
| Dejan Bodiroga     | Jugosławia    |
| Željko Rebrača     | Jugosławia    |
| Michaił Michajłow  | Rosja         |

### Mistrzostwa Europy 1999
| I skład mistrzostw | Reprezentacja |
| ------------------ | ------------- |
| Andrea Meneghin    | Włochy        |
| Carlton Myers      | Włochy        |
| Alberto Herreros   | Hiszpania     |
| Dejan Bodiroga (2) | Jugosławia    |
| Gregor Fučka       | Włochy        |

### Mistrzostwa Europy 2001
| I skład mistrzostw | Reprezentacja |
| ------------------ | ------------- |
| Damir Mulaomerović | Chorwacja     |
| Peja Stojaković    | Jugosławia    |
| Hedo Türkoğlu      | Turcja        |
| Dirk Nowitzki      | Niemcy        |
| Pau Gasol          | Hiszpania     |

### Mistrzostwa Europy 2003
| I skład mistrzostw   | Reprezentacja |
| -------------------- | ------------- |
| Tony Parker          | Francja       |
| Šarūnas Jasikevičius | Litwa         |
| Saulius Štombergas   | Litwa         |
| Andriej Kirilenko    | Rosja         |
| Pau Gasol (2)        | Hiszpania     |

### Eurobasket 2005
| I skład mistrzostw   | Reprezentacja |
| -------------------- | ------------- |
| Dimitris Diamandidis | Grecja        |
| Teodoros Papalukas   | Grecja        |
| Juan Carlos Navarro  | Hiszpania     |
| Boris Diaw           | Francja       |
| Dirk Nowitzki (2)    | Niemcy        |

### Eurobasket 2007
| I skład mistrzostw    | Reprezentacja |
| --------------------- | ------------- |
| José Calderón         | Hiszpania     |
| Ramūnas Šiškauskas    | Litwa         |
| Andriej Kirilenko (2) | Rosja         |
| Dirk Nowitzki (3)     | Niemcy        |
| Pau Gasol (3)         | Hiszpania     |

### Eurobasket 2009
| I skład mistrzostw | Reprezentacja |
| ------------------ | ------------- |
| Wasilis Spanulis   | Grecja        |
| Miloš Teodosić     | Serbia        |
| Rudy Fernández     | Hiszpania     |
| Erazem Lorbek      | Słowenia      |
| Pau Gasol (4)      | Hiszpania     |

### Eurobasket 2011
| I skład mistrzostw      | Reprezentacja |
| ----------------------- | ------------- |
| Bo McCalebb             | Macedonia     |
| Tony Parker (2)         | Francja       |
| Juan Carlos Navarro (2) | Hiszpania     |
| Andriej Kirilenko (3)   | Rosja         |
| Pau Gasol (5)           | Hiszpania     |

### Eurobasket 2013
| I skład mistrzostw | Reprezentacja |
| ------------------ | ------------- |
| Tony Parker (3)    | Francja       |
| Goran Dragić       | Słowenia      |
| Bojan Bogdanović   | Chorwacja     |
| Linas Kleiza       | Litwa         |
| Marc Gasol         | Hiszpania     |

### Eurobasket 2015
| I skład mistrzostw | Reprezentacja |
| ------------------ | ------------- |
| Sergio Rodríguez   | Hiszpania     |
| Nando De Colo      | Francja       |
| Jonas Mačiulis     | Litwa         |
| Jonas Valančiūnas  | Litwa         |
| Pau Gasol (6)      | Hiszpania     |

### Eurobasket 2017
| I skład mistrzostw | Reprezentacja |
| ------------------ | ------------- |
| Goran Dragić (2)   | Słowenia      |
| Aleksiej Szwied    | Rosja         |
| Bogdan Bogdanović  | Serbia        |
| Luka Dončić        | Słowenia      |
| Pau Gasol (7)      | Hiszpania     |

## Najwięcej wyborów do I składu mistrzostw
| 1                           |                                           | Pau Gasol (6) MVP: 2 Lider strzelców: 3            |
| 1                           | Siergiej Biełow (6) MVP: 1                |                                                    |
| 2                           |                                           | Krešimir Ćosić (5) MVP: 2                          |
| 3                           |                                           | Nikos Galis (4) MVP: 1 Lider strzelców: 4          |
| 3                           | Atanas Gołomeew (4) Lider strzelców: 2    |                                                    |
| 4                           |                                           | Dirk Nowitzki (3) MVP: 1 Lider strzelców: 3        |
| 4                           | Tony Parker (3) MVP: 1 Lider strzelców: 2 |                                                    |
| 4                           | Andriej Kirilenko (3) MVP: 1              |                                                    |
| 4                           | Arvydas Sabonis (3) MVP: 1                |                                                    |
| 4                           | Dražen Dalipagić (3) MVP: 1               |                                                    |
| 5                           |                                           | Šarūnas Marčiulionis (2) MVP: 1 Lider strzelców: 1 |
| 5                           | Toni Kukoč (2) MVP: 1                     |                                                    |
| 5                           | Juan Carlos Navarro (2) MVP: 1            |                                                    |
| 5                           | Dražen Petrović (2) MVP: 1                |                                                    |
| 5                           | Valdis Valters (2) MVP: 1                 |                                                    |
| 5                           | Miki Berkowicz (2) MVP: 1                 |                                                    |
| 5                           | Wayne Brabender (2) MVP: 1                |                                                    |
| 5                           | Dejan Bodiroga (2)                        |                                                    |
| 5                           | Fanis Christodulu (2)                     |                                                    |
| 5                           | Vlade Divac (2)                           |                                                    |
| 5                           | Dino Radja (2)                            |                                                    |
| 5                           | Władimir Tkaczenko (2)                    |                                                    |
| 5                           | Dragan Kićanović (2)                      |                                                    |
| 5                           | Edward Jurkiewicz (2)                     |                                                    |
| 5                           | Modestas Paulauskas(2)                    |                                                    |
| Ostatnia aktualizacja: 2016 |                                           |                                                    |